# ARI Motors

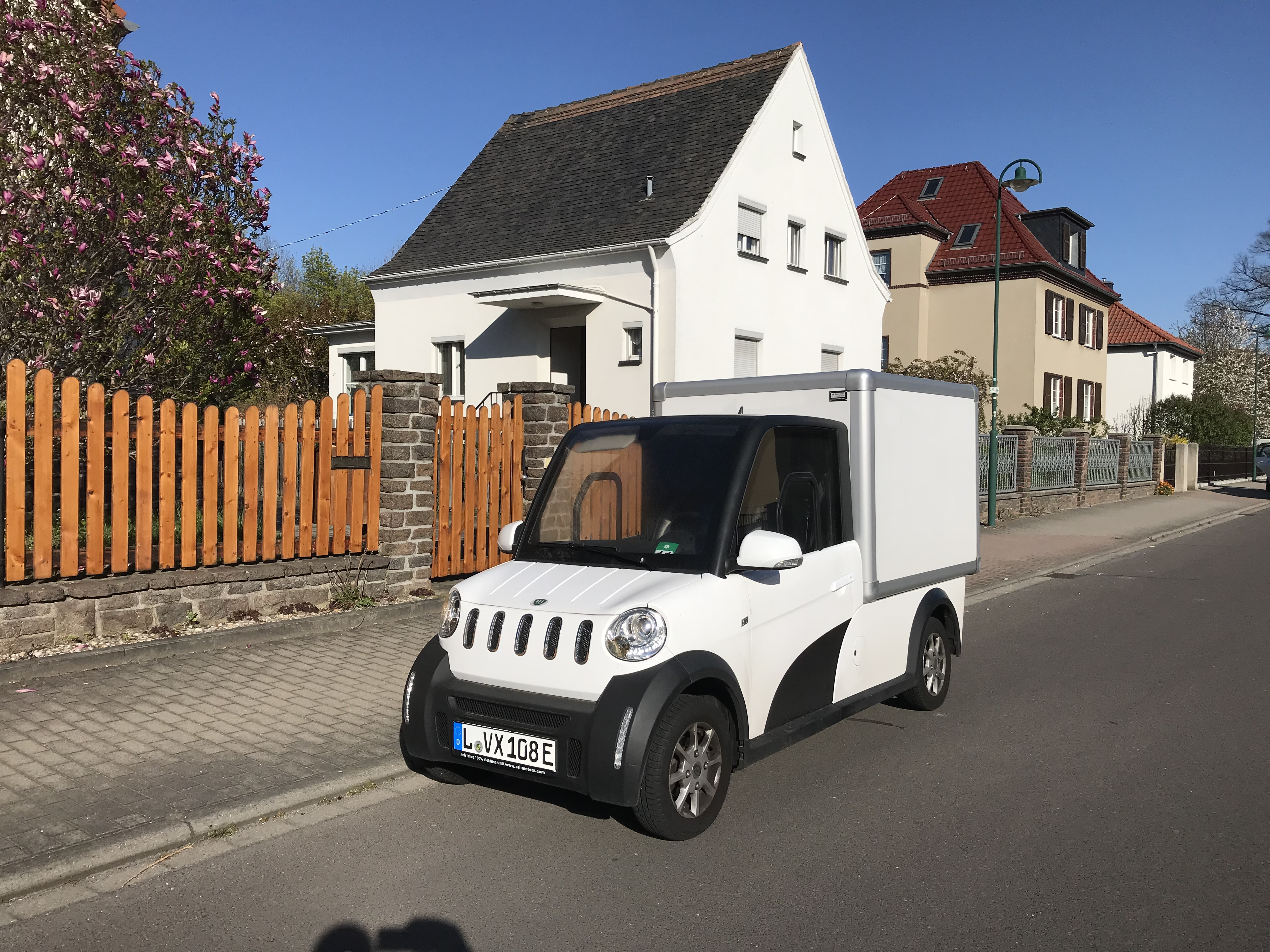
ARI 458 Van

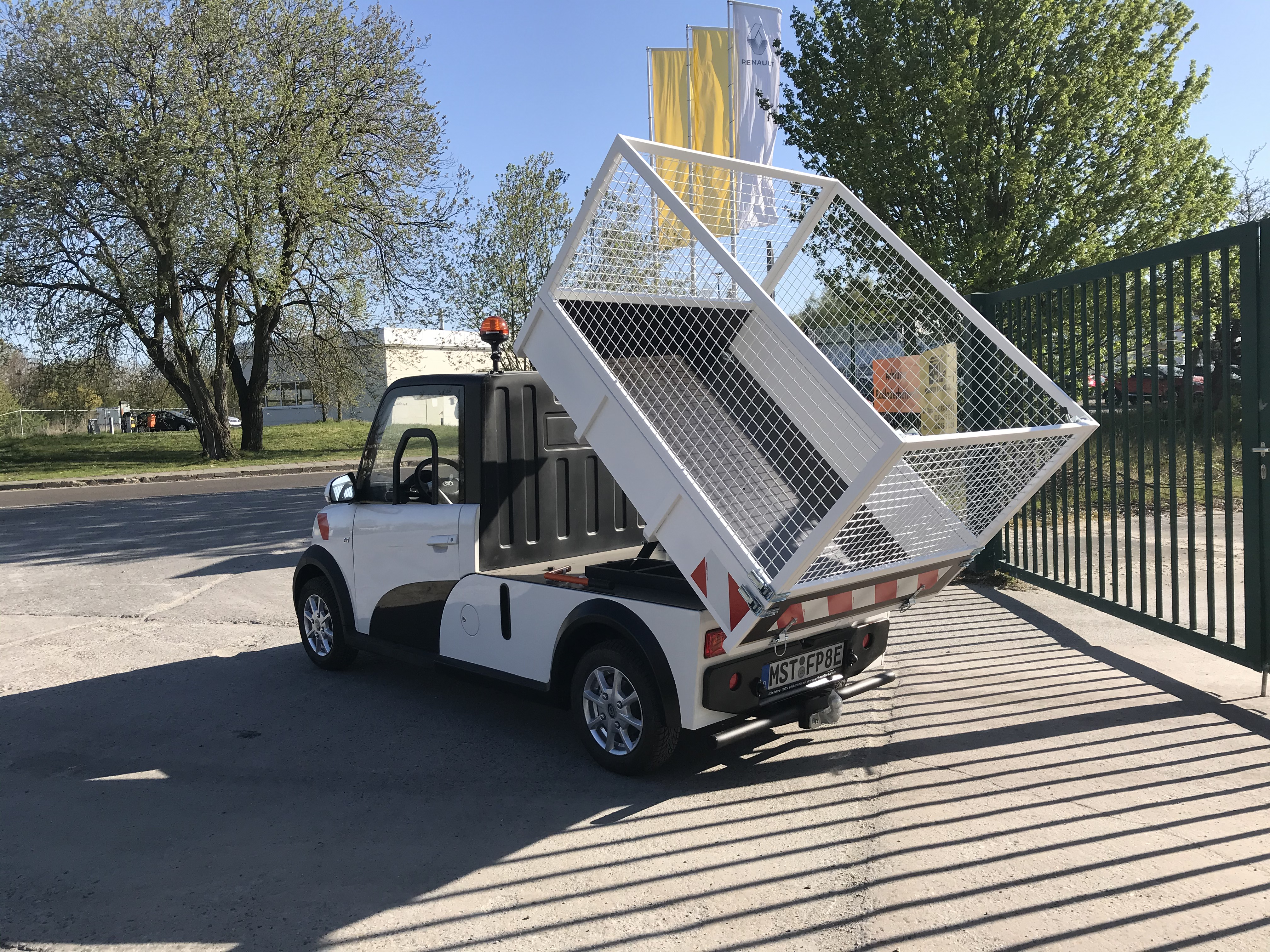
ARI 458 wywrotka

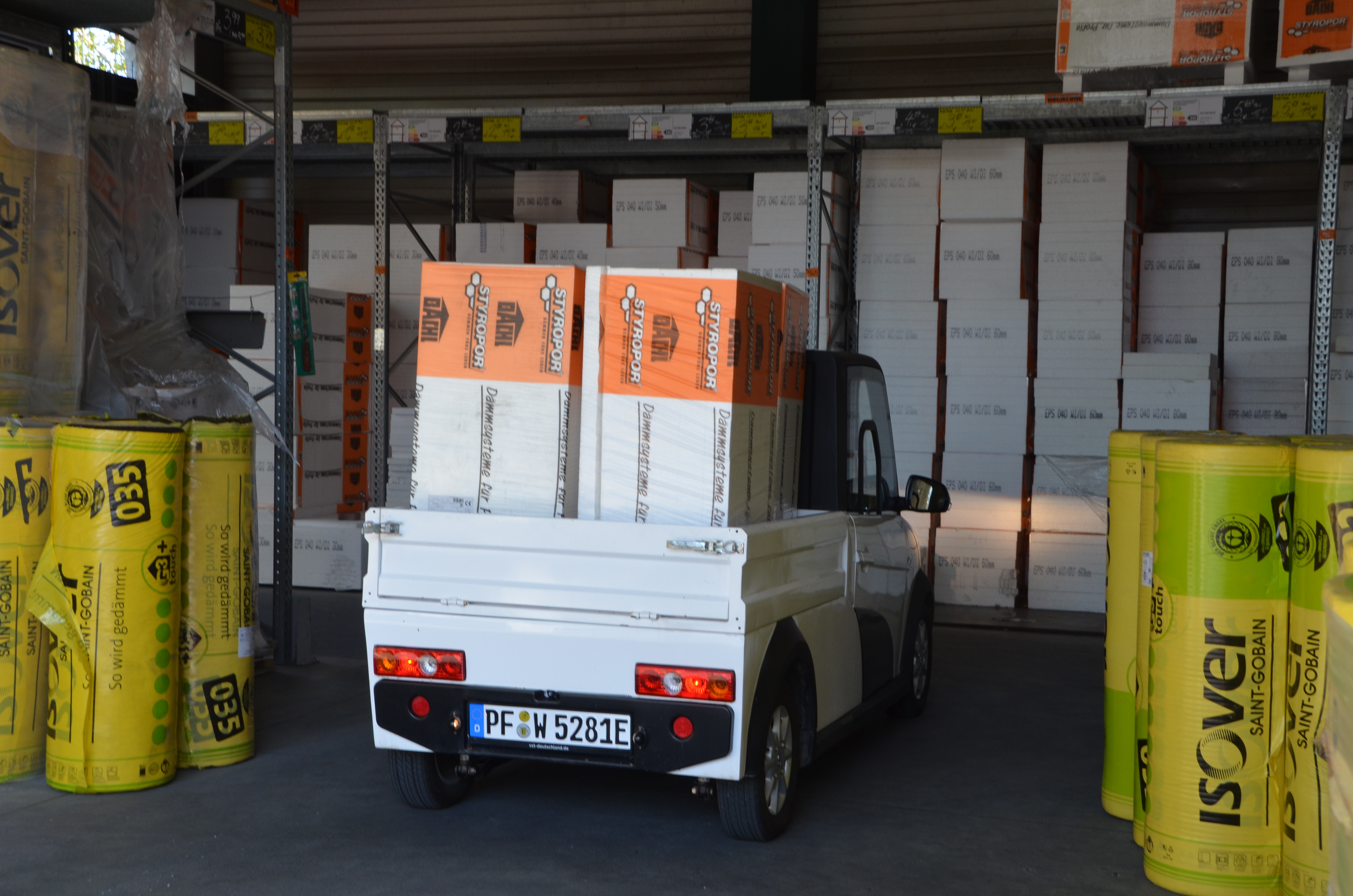
ARI 458 Pickup

ARI Motors GmbH – niemiecki producent elektrycznych samochodów i skuterów dostawczych z siedzibą w Bornie działający od 2016 roku.

## Historia
Przedsiębiorstwo ARI Motors zostało założone w 2016 roku w miasteczku Borna na przedmieściach Lipska w niemieckiej Saksonii przez inżynierów doświadczonych już pracą w sektorze elektromobilności. Za cel obrano produkcję mikrosamochodów zarówno w charakterze pojazdów osobowych, jak i dostawczych. W tym celu nawiązano współpracę z chińskim przedsiębiorstwem Jiayuan EV z Nankinu, pozyskując od niego prawa do produkcji samochodów tej firmy pod własną marką ARI w zakładach produkcyjnych w miasteczku Říčany pod czeską Pragą poczynając od 2018 roku.
Początkowo samochody ARI sprzedawane były wyłącznie na terenie Czech, by od połowy 2019 roku trafić do dystrybucji także na terenie rodzimych Niemiec. Gamę modelową utworzyła początkowo rodzina mikrosamochodów dostawczych ARI 458, oferowanych z różnymi rodzajami zabudowy nadwozia od pickupa, poprzez podwozie, do furgona, chłodni czy foodtrucka i wywrotkę. Od października 2019 roku małe furgonetki ARI 458 poruszają się we flocie niemieckiego giganta branży e-commerce Zalando w Hamburgu.

### Rozbudowa gamy
W 2019 roku ofertę uzupełnił także mikrosamochód ARI 802 oparty na 458, który producent oferuje w trzech rodzajach uzależnionych od prędkości maksymalnej. W maju 2021 roku z kolei gamę ARI Motors wzbogacił pierwszy klasyczny samochód dostawczy w postaci kompaktowego, w pełni elektrycznego modelu ARI 901 dostępnego zarówno jako furgon, jak i pickup i podwozie do zabudowy. Wzorem pozostałych konstrukcji w ofercie, pojazd został zapożyczony z gamy chińskiego producenta, tym razem w pozyskując na umowie licencyjnej model Karry Youyou EV z oferty należącej do Chery Automobile filii Karry. W kwietniu 2023 firma zaadaptowała chiński mikrosamochód Pocco Meimei pod nazwą ARI 902, promując go jako niewielki samochód dostawczy z ponad 700-litrową przestrzenią bagażową.

## Modele samochodów

### Obecnie produkowane

#### Mikrosamochody
- 802
- 902

#### Samochody dostawcze
- 458
- 901

#### Skutery
- 145
- 345